# Канатная лава
Канатная лава (от итал. Lave a corda), Лава вспученная, или Пахоэхоэ (от гав. Pāhoehoe) — гладкая, волнистая или вспученная вулканическая лава. Такой тип лавы характерен для жидкой базальтовой лавы, долго сохраняющей пластичность и подвижность из-за высокой температуры.

## Термин
Канатная лава так называется, так как морщинистая поверхность потока имеет вид канатов.
Поток волнистой лавы, морщинистая поверхность которого имеет вид сложенных тяжей (канатов) с поперечными размерами от 2 до 15 см.
Гавайский термин Пахоэхоэ (Пахой-хой — буквально: лава по которой можно ходить босиком) применяется для горячего (1100—1200° C) жидкого слабовязкого потока лавы. Форма лавы противоположна гавайскому термину аа-лава.

## Описание

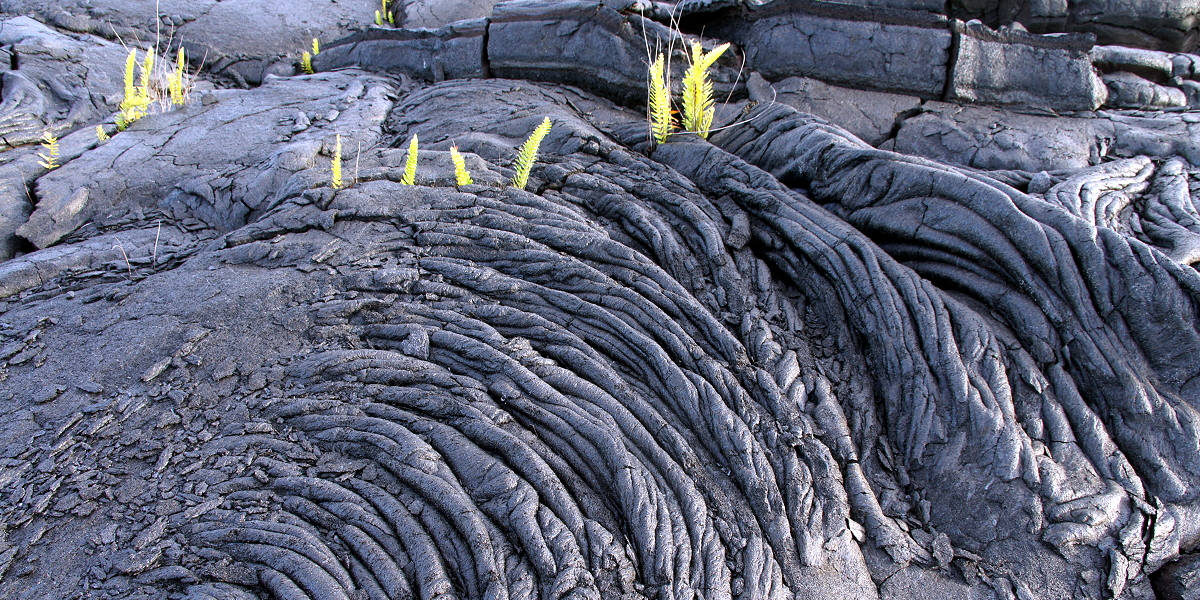
Застывшая канатная лава

Форма лавы канатной возникает, если движение лавы замедляется ещё до полного затвердевания корки. При этом, корка сдавливается в направлении течения и слипается. Только что образовавшиеся складки, особенно в середине потока, волочатся дальше и дугообразно изгибаются, образуя канатные лавы. «Канаты» тем толще, чем толще сильновязкая «кожа». Это явление описал Альфред Ритман.
Быстрые горячие потоки лавы характеризуются тем, что тонкая корка на них, не успев окончательно застыть, деформируется движущимся под ней раскаленным материалом. Вследствие этого поверхность потока деформируется, приобретая типичные причудливые формы (складки, вздутия и другие). Лава пахоэхоэ имеет очень низкую вязкость, малое содержание летучих компонентов, порфировых вкраплений.